# Albertia vermiculus
Albertia vermiculus is een raderdiertjessoort uit de familie Dicranophoridae. De wetenschappelijke naam van deze soort is voor het eerst geldig gepubliceerd in 1838 door Dujardin.